# Крансак
Кранса́к (фр. Cransac) — муніципалітет у Франції, у регіоні Окситанія, департамент Аверон. Населення — 1469 осіб (01.01.2021).
Муніципалітет розташований на відстані близько 490 км на південь від Парижа, 125 км на північний схід від Тулузи, 31 км на північний захід від Родеза.

## Історія
До 2015 року муніципалітет перебував у складі регіону Південь-Піренеї. Від 1 січня 2016 року належить до нового об'єднаного регіону Окситанія.

## Демографія
Динаміка населення (INSEE ):
Розподіл населення за віком та статтю (2006):
| Стать | Всього | До 15 років | 15-24 | 25-44 | 45-64 | 65-85 | Понад 85 |
| --- | ------ | ----------- | ----- | ----- | ----- | ----- | -------- |
| Чоловіки | 804    | 108         | 64    | 156   | 252   | 192   | 32       |
| Жінки | 940    | 108         | 80    | 148   | 252   | 316   | 36       |
| \| Статево-вікова піраміда \| Статево-вікова піраміда \| Статево-вікова піраміда \| \| ----------------------- \| ----------------------- \| ----------------------- \| \| Чоловіки \| Вік \| Жінки \| \| 32 \| 85 + \| 36 \| \| 36 \| 80-84 \| 96 \| \| 40 \| 75-79 \| 72 \| \| 52 \| 70-74 \| 88 \| \| 64 \| 65-69 \| 60 \| \| 64 \| 60-64 \| 84 \| \| 64 \| 55-59 \| 44 \| \| 56 \| 50-54 \| 56 \| \| 68 \| 45-49 \| 68 \| \| 36 \| 40-44 \| 48 \| \| 40 \| 35-39 \| 32 \| \| 40 \| 30-34 \| 48 \| \| 40 \| 25-29 \| 20 \| \| 32 \| 20-24 \| 24 \| \| 32 \| 15-20 \| 56 \| \| 52 \| 10-14 \| 44 \| \| 24 \| 5-9 \| 16 \| \| 32 \| 0-4 \| 48 \| |        |             |       |       |       |       |          |
| Статево-вікова піраміда |        |             |       |       |       |       |          |
| Чоловіки | Вік    | Жінки       |       |       |       |       |          |
| 32 | 85 +   | 36          |       |       |       |       |          |
| 36 | 80-84  | 96          |       |       |       |       |          |
| 40 | 75-79  | 72          |       |       |       |       |          |
| 52 | 70-74  | 88          |       |       |       |       |          |
| 64 | 65-69  | 60          |       |       |       |       |          |
| 64 | 60-64  | 84          |       |       |       |       |          |
| 64 | 55-59  | 44          |       |       |       |       |          |
| 56 | 50-54  | 56          |       |       |       |       |          |
| 68 | 45-49  | 68          |       |       |       |       |          |
| 36 | 40-44  | 48          |       |       |       |       |          |
| 40 | 35-39  | 32          |       |       |       |       |          |
| 40 | 30-34  | 48          |       |       |       |       |          |
| 40 | 25-29  | 20          |       |       |       |       |          |
| 32 | 20-24  | 24          |       |       |       |       |          |
| 32 | 15-20  | 56          |       |       |       |       |          |
| 52 | 10-14  | 44          |       |       |       |       |          |
| 24 | 5-9    | 16          |       |       |       |       |          |
| 32 | 0-4    | 48          |       |       |       |       |          |

## Економіка
2010 року серед 920 осіб працездатного віку (15—64 років) 548 були активними, 372 — неактивними (показник активності 59,6%, у 1999 році було 61,8%). З 548 активних мешканців працювало 457 осіб (243 чоловіки та 214 жінок), безробітними було 91 (50 чоловіків та 41 жінка). Серед 372 неактивних 70 осіб було учнями чи студентами, 142 — пенсіонерами, 160 були неактивними з інших причин.

У 2010 році у муніципалітеті числилось 841 оподатковане домогосподарство, у яких проживали 1584,0 особи, медіана доходів виносила 14 398,5 євро на одного особоспоживача.

## Відомі особистості
В поселенні народився:
- Жан-Луї Фресс (1946-2011) — французький письменник.

## Уродженці
- Робер Щепаняк (*1942) — французький футболіст, півзахисник.